# بخش ماریون (شهرستان نوبل، اوهایو)
بخش ماریون (به انگلیسی: Marion Township) یک منطقهٔ مسکونی در ایالات متحده آمریکا است که در شهرستان نوبل، اوهایو واقع شده‌است.
 بخش ماریون ۶۲٫۹ کیلومتر مربع مساحت و ۷۳۰ نفر جمعیت دارد و ۳۲۹ متر بالاتر از سطح دریا واقع شده‌است.